# Miaulement
Le miaulement est une vocalisation émise par les félins et notamment les félinés. La transcription en onomatopée est miaou en français, et est similaire dans de nombreuses langues européennes et en mandarin.

## Étymologie
En français, « miaou » (prononcé : [miaw]) est une onomatopée et un substantif masculin.
Selon le Littré de 1878, le verbe miauler vient de l’onomatopée miaou et a connu diverses formes selon les régions et les époques : midler dans le Berry ou mialer à Genève, par exemple.

## Éthologie
En général, le chat est d’un tempérament plutôt discret mais certaines races, notamment les siamois, sont plus « bavardes » que d’autres. Le chat crie souvent et fortement quand il cherche un compagnon ou une compagne. Certains disent alors qu’il « margotte », au sens figuré. Les miaulements sont poussés tout d’abord par la femelle au début de l’œstrus puis pendant toute la période d’accouplement, par le mâle et la femelle, avec de nombreuses variations possibles.
Plus rarement, le chat émet un miaulement saccadé d’intensité faible lors d’une frustration, comme lorsqu’il voit une proie hors de portée tel un oiseau ou un insecte volant. Ce miaulement est souvent accompagné de claquement des mâchoires, parfois accompagné de vifs mouvements de queue, que l’on pourrait comparer à notre expression avoir « l’eau à la bouche ».
En présence de l’humain, le chat très imprégné utilise souvent un registre spécifique, qui varie selon l’individu et qui semble en grande partie acquis. Ainsi, selon le chercheur John Bradshaw, le chat peut alors utiliser une dizaine de vocalises selon les circonstances et sa situation. Ainsi, il peut accueillir son maître avec des petits miaulements brefs en rafales (comme s’il « aboyait »), saluer les passants, demander une action spécifique (le brossage, par exemple), signaler qu’il a faim, ou mal,,.

## Transcriptions
Chaque culture transcrit différemment le miaulement en onomatopées :
- Allemand, miau[6]
- Anglais, meow, miaow, ou mew ; et purr (ronronnement)
- Arabe, miao (مياو)
- Bengalî : মিউ মিউ miu miu
- Bulgare, miau (мяу)
- Cantonais, mēu-mēu (喵喵)
- Catalan, mèu
- Chinois, mandarin, miāo miāo (喵喵)
- Cingalais, ñāvu ; et puru puru (ronronnement)
- Coréen, yaong (야옹)
- Danois, mjau, mjav, miau, miav
- Espagnol, miau
- Espéranto, miaŭ
- Estonien, mäu, näu
- Finnois, miau, mau, nau, kurnau
- Français, miaou ; et ron-ron (ronronnement)
- Grec, niau (νιάου)
- Hébreu, miaw (מיאו)
- Hindî, Myaau, Myaaoo
- Hongrois miaú, nyau
- Indonésien, meong
- Islandais, mjá
- Italien, miao miao
- Japonais, nyan nyan (ニャンニャン、にゃんにゃん), nyaanyaa (ニャーニャー)
- Lituanien, miau
- Macédonien, myau (мјау)
- Malayalam, myaoo myaoo
- Malgache, maomao
- Néerlandais, miauw, mauw
- Norvégien mjau
- Ourdou, meow
- Pandunia, maw
- Polonais, miau
- Portugais, miau
- Roumain, miau
- Russe, myau (мяу), (мур)[7]
- Slovaque, mňau
- Slovène, mijav
- Suédois, mjau ou mjao
- Tagalog meyaw, ngiyaw
- Tamoul, miaow(m)
- Tchèque, mňau
- Télougou, miao(m)
- Thaï, miaw (เมี๊ยว)
- Turc, miyav
- Uropi, miaw
- Vietnamien, meo